# カサンドラ・カイン
カサンドラ・カイン（英: Cassandra Cain）は、DCコミックスの出版するアメリカンコミック『バットマン』に登場する架空のスーパーヒロイン。ケリー・パケットとダミオン・スコットによって創造され、1999年の"Batman #567"で初登場した。

## 概要
ケリー・パケットとダミオン・スコットによって創造され"Batman #567"（1999年7月）で初登場した。暗殺者デヴィッド・カインとレディ・シヴァの娘で、ゴッサム・シティに身を寄せていた頃にジェームズ・ゴードンの暗殺を阻止する。幼少の頃から訓練を受けていたカサンドラはバットマンとオラクルの信頼を得て"Legends of the Dark Knight #120"（1999年8月）で3代目のバットガールとなる。
バットマンが死亡したと思われていた時期にカサンドラはバットガールの役割をステファニー・ブラウンに譲り、ゴッサム・シティから去る。バットマンが復帰し国際的な組織を作ると、カサンドラは"Batman Inc. #6"（2011年5月）で「ブラックバット」として再登場した。父デヴィッド・カインの死後、"Batman and Robin Eternal #26"（2016年3月）でカサンドラは父が用いていたコードネームである「オーファン」の名を引き継ぎ活動する。

## 書誌情報

### 翻訳版
- バットマン:ゲート・オブ・ゴッサム（ISBN 978-4-7968-7177-8）

小学館集英社プロダクション刊、2014年6月発売。
- バットマン:ノーマンズ・ランド 1（ISBN 978-4-7968-7170-9）

小学館集英社プロダクション刊、2014年9月発売。
- バットマン:ノーマンズ・ランド 2（ISBN 978-4-7968-7187-7）

小学館集英社プロダクション刊、2015年5月発売。
- バットマン:ノーマンズ・ランド 3（ISBN 978-4-7968-7648-3）

小学館集英社プロダクション刊、2017年2月発売。
- バットマン:ノーマンズ・ランド 4（ISBN 978-4-7968-7700-8）

小学館集英社プロダクション刊、2018年2月発売。

### 原語版
| タイトル                        | 収録内容                                                              | 刊行日       | ISBN           |
| バットガール                    | バットガール                                                          | バットガール | バットガール   |
| ------------------------------- | --------------------------------------------------------------------- | ------------ | -------------- |
| Batgirl: Silent Running         | Batgirl Vol.1 #1-6                                                    | 2001年3月    | 978-1840232660 |
| Batgirl: A Knight Alone         | Batgirl Vol.1 #7-11 and #13-14                                        | 2001年11月   | 978-1563898525 |
| Batgirl: Death Wish             | Batgirl Vol.1 #17-20, #22-23 and #25                                  | 2003年8月    | 978-1840237078 |
| Batgirl: Fists of Fury          | Batgirl Vol.1 #15-16, #21 and #26-28                                  | 2004年5月    | 978-1401202057 |
| Robin/Batgirl: Fresh Blood      | Batgirl Vol.1 #58-59 and Robin Vol.4 #132-133                         | 2005年10月   | 978-1401204334 |
| Batgirl: Kicking Assassins      | Batgirl Vol.1 #60-64                                                  | 2006年1月    | 978-1401204396 |
| Batgirl: Destruction's Daughter | Batgirl Vol.1 #65-73                                                  | 2006年9月    | 978-1401208967 |
| Batgirl: Redemption             | Batgirl Vol.2 #1-6                                                    | 2009年6月    | 978-1401222758 |
|                                 |                                                                       |              |                |
| Batgirl Vol.1: Silent Knight    | Batgirl Vol.1 #1-12 and Annual #1                                     | 2016年1月    | 978-1401266271 |
| Batgirl Vol.2: To the Death     | Batgirl Vol.1 #13-25                                                  | 2016年7月    | 978-1401263522 |
| Batgirl Vol.3: Point Blank      | Batgirl Vol.1 #26-37 and Batgirl Secret Case Files & Origins #1       | 2017年1月    | 978-1401265854 |
| オーファン                      |                                                                       |              |                |
| Batman and Robin Eternal Vol.1  | Batman and Robin Eternal #1-12 and Batman: Endgame Special Edition #1 | 2016年3月    | 978-1401259679 |
| Batman and Robin Eternal Vol.2  | Batman and Robin Eternal #13-26                                       | 2016年7月    | 978-1401262488 |

## スピンオフ
タイニー・タイタンズ
ティーン・タイタンズのメンバーが小学生となった日常を描いた作品。

## 他のメディア

### 映画
『ハーレイ・クインの華麗なる覚醒 BIRDS OF PREY』（2020年）
演 -  エラ・ジェイ・バスコ

### アニメ
『ヤング・ジャスティス』 (2019年-現在)

### ゲーム
『インジャスティス:神々の激突』 (2013年)